# Elisabeth Pitz
Elisabeth Plitz (Saarbrücken, 1913 – ...) è stata una modella francese, vincitrice del titolo di Miss Sarrebruck 1934 Miss Francia 1935.
È stata la dodicesima vincitrice del concorso, eletta Miss Francia a Parigi, ma rinunciò al titolo, appena due ore dopo la premiazione e fu sostituita dalla seconda classificata, Gisèle Préville, Miss Paris.